# バイゴジジュズカケザクラ
バイゴジジュズカケザクラ(梅護寺数珠掛桜 学名:Prunus leveilleana cv. Juzukakezakura)はバラ科サクラ属の植物。サトザクラ群の園芸品種の桜。

## 特徴
薄紅色であり、細いはなびらが多数見られる菊咲きの桜。花の大きさは4cm程度と大輪。最盛期は4月下旬から5月初頭。咲いてから時間がたつと色が少し薄れる。
樹高は亜高木で樹形は広卵状。葉の形はおおむね楕円形であり、葉はギザギザになっている。花が良く似たキナシチゴザクラ等に比べると鋸状の部分が鋭利で短く、若い葉の裏が白っぽくなる。この特性はヤマザクラと似ている。
新潟県阿賀野市の梅護寺に原木となる木があり、親鸞聖人が数珠を掛けた桜から数珠のような花が咲いたという逸話からこの名前がつけられた。同寺のバイゴジジュズカケザクラは国定天然記念物となっている。